# Agència Central d'Intel·ligència
|  | Per a altres significats, vegeu «Consell Internacional d'Arxius». |

L'Agència Central d'Intel·ligència (en anglès, Central Intelligence Agency), més coneguda com a CIA per les seves sigles en anglès, és l'agència governamental dels Estats Units encarregada de la recopilació, l'anàlisi i l'ús de la informació a l'exterior del país, ja sigui sobre governs, grups, corporacions o individus que puguin afectar la seguretat nacional del país, o dels seus interessos econòmics o geoestratègics.
La seu central de la CIA es troba a Langley, Virgínia.

## Origen
La CIA va ser creada el 18 de setembre de 1947 pel President dels Estats Units, Harry S. Truman, substituint l'Organització de Serveis Especials de la Segona Guerra Mundial, utilitzant molts procediments i agents de l'Organització de Serveis Especials creada durant la guerra amb missions d'espionatge i suport a la resistència rere les línies alemanyes. El 1949 se li van atorgar poders per investigar, sense necessitat d'autorització judicial, expedients administratius i fiscals.

## La Guerra Freda
Durant la segona meitat del segle xx, la CIA va ser un element clau en la Guerra Freda, durant la qual les seves principals contrincants van ser la KGB soviètica i la Stasi de la República Democràtica Alemanya.
Tanmateix, no totes les seves accions són d'espionatge. Segons molts indicis, l'agència ha desenvolupat, de forma més o menys encoberta, tasques d'entrenament de grups de desestabilització d'alguns governs o organitzacions contraris a les polítiques del govern dels Estats Units.
Entre els seus fracassos destaquen la Invasió de Bahía de Cochinos ―per intentar enderrocar el govern de Cuba― o l'escàndol Iran-Contra (venda fraudulenta d'armament al règim iranià per tal de finançar, amb els beneficis obtinguts, la Contra, un grup armat contrari al govern progressista de Nicaragua).
La majoria dels seus èxits són desconeguts, ja que, per l'agència, l'operació més reeixida és aquella que assoleix els seus objectius sense que ningú la identifiqui com a autora o promotora.

## La lluita contra el terrorisme internacional
Amb la caiguda del mur de Berlín, el final de la Guerra Freda i l'esfondrament de la Unió Soviètica, la CIA va perdre part de la seva raó de ser, i el nombre d'agents va disminuir de forma dràstica.
Després dels atemptats de l'11 de setembre de 2001, l'agència ha centrat la seva tasca en la lluita contra el terrorisme internacional, especialment el de base islàmica fonamentalista. Tanmateix, els errors previs a l'atemptat i l'aparent manca de resultats en aquesta nova tasca estan posant en dubte la feina de la CIA.
Així mateix, el subministrament d'informació poc contrastada sobre la possessió per part de l'Iraq d'armes de destrucció massiva (informació que el govern nord-americà va emprar per justificar la invasió i la Guerra de l'Iraq) també han estat fortament criticat.

## Crítiques
Diverses organitzacions defensores dels drets civils, dels drets humans, governs de diferents tendències i multitud de grups d'esquerres denuncien que, a vegades, la CIA actua al marge de l'estat de dret i que la seva intervenció en molts punts del planeta vulnera els principis bàsics del dret internacional i podria ser constitutiva de terrorisme d'estat. També se l'acusa d'haver donat suport, en major o menor grau, de forma directa o indirecta, a diferents cops d'estat i a dictadures militars, especialment a l'Amèrica del Sud.
Els seus defensors en destaquen el paper essencial en la defensa de la seguretat nacional dels Estats Units.